# John Y. McCollister
John Yetter McCollister, född 10 juni 1921 i Iowa City, Iowa, död 1 november 2013 i Omaha, Nebraska, var en amerikansk republikansk politiker. Han var ledamot av USA:s representanthus 1971–1977. McCollister utexaminerades 1943 från University of Iowa och var verksam som affärsman i Nebraska. 1971 efterträdde han Glenn Clarence Cunningham i representanthuset och efterträddes i sin tur 1977 av John Joseph Cavanaugh. McCollister avled i cancer i november 2013, vid en ålder av 92 år.